# Eudonia eremitis
Eudonia eremitis là một loài bướm đêm trong họ Crambidae.